# Нектарик камерунський
Некта́рик камерунський (Cyanomitra oritis) — вид горобцеподібних птахів родини нектаркових (Nectariniidae). Мешкає в Камеруні, Нігерії і Екваторіальній Гвінеї.

## Підвиди
Виділяють три підвиди:
- C. o. poensis Alexander, 1903 — острів Біоко;
- C. o. oritis (Reichenow, 1892) — гора Камерун;
- C. o. bansoensis Bannerman, 1922 — південно-східна Нігерія і західний Камерун.

## Поширення і екологія
Камерунські нектарики живуть в гірських тропічних лісах Камерунської лінії (зокрема на острові Біоко).